# 科斯廷村 (明尼蘇達州)
科斯廷村（英語：Costin Village）是位於美國明尼蘇達州聖路易斯縣的一個鬼鎮。

## 地理
科斯廷村所處的海拔為高於海平面451米（即1480英呎），而該地所採用的時區為UTC-6，即北美中部時區（CST）。同時該地設有夏令時間，為UTC-6調快一小時，即UTC-5（CDT）。